# Dena (Berg)
Das Dena-Massiv ist ein Teil des sich über 1500 km erstreckenden Zagros-Gebirges in Iran. Es ist im mittleren Zāgros in der Nähe der Stadt Yasudsch gelegen. Der höchste Gipfel des Massivs ist der 4409 m hohe Qash Mastan, der zugleich auch die höchste Erhebung des gesamten Zāgros-Gebirges ist.
Der österreichische Forschungsreisende Theodor Kotschy erkundete 1842 das Zagros-Gebirge und erreichte dabei am 6. Juli das Dena-Massiv. Kotschy verbrachte den Rest des Monats mit der Erforschung der dortigen Tier- und Pflanzenwelt und bestieg schließlich am 2. August den Qash Mastan.
Am 18. Februar 2018 verunglückte der Iran-Aseman-Airlines-Flug 3704 im Dena-Massiv. Dabei kamen alle 66 Teilnehmer des Flugs ums Leben.